# Hermipo de Beirut
Hermipo de Beirut (en griego: Ἕρμιππος, Hermippus,) fue un escritor griego del tiempo de Trajano y Adriano (siglo II), esclavo de nacimiento y discípulo de Filón de Biblos, que lo recomendó a Herenio Severo y llegó a destacar por su elocuencia y conocimientos. Escribió varias obras, una de sueños en cinco libros, y Περὶ Ἑβδομάδος. Escribió una obra sobre esclavos famosos, que incluía a Partenio de Nicea. Es mencionado por Clemente de Alejandría y por Esteban de Bizancio.